# Quản lý chất thải phóng xạ ở mức độ cao

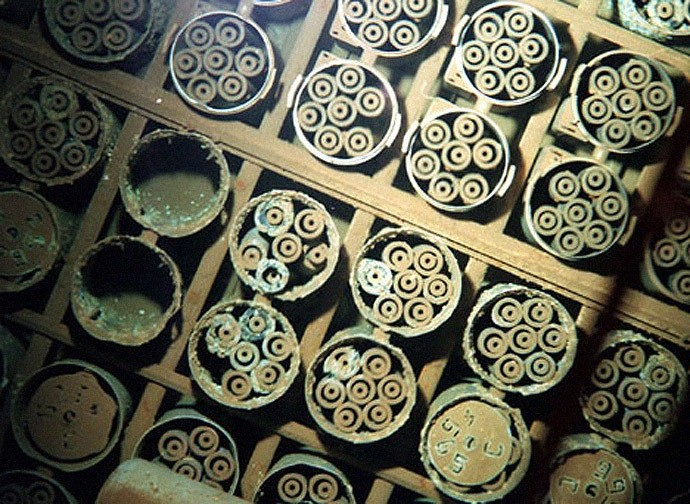
Nhiên liệu hạt nhân được lưu trữ dưới nước và được khai thác tại địa điểm Hanford ở Washington, Hoa Kỳ.

Quản lý chất thải phóng xạ ở mức độ cao liên quan đến việc các vật liệu phóng xạ được tạo ra trong quá trình sản xuất năng lượng hạt nhân và vũ khí hạt nhân được xử lý như thế nào. Chất thải phóng xạ chứa hỗn hợp các hạt nhân tồn tại ngắn và tồn tại lâu, cũng như các hạt nhân không phóng xạ. Đã có báo cáo khoảng 47.000 tấn chất thải hạt nhân cấp cao được lưu trữ tại Hoa Kỳ vào năm 2002.
Các yếu tố chuyển tiếp rắc rối nhất trong nhiên liệu đã qua sử dụng là neptunium-237 (chu kỳ bán rã hai triệu năm) và plutonium-239 (chu kỳ bán rã 24.000 năm).
Do đó, chất thải phóng xạ ở mức độ cao đòi hỏi phải xử lý và quản lý tinh vi để cách ly thành công với sinh quyển. Điều này thường cần phải xử lý, theo sau là chiến lược quản lý dài hạn liên quan đến việc lưu trữ vĩnh viễn, xử lý hoặc chuyển đổi chất thải thành dạng không độc hại. Phân rã phóng xạ tuân theo quy luật chu kỳ bán rã, có nghĩa là tốc độ phân rã tỷ lệ nghịch với thời gian phân rã. Nói cách khác, bức xạ từ một đồng vị tồn tại lâu như iod-129 sẽ ít mạnh hơn nhiều so với đồng vị tồn tại trong thời gian ngắn như iod-131.
Các chính phủ trên thế giới đang xem xét một loạt các lựa chọn quản lý và xử lý chất thải, thường liên quan đến vị trí địa chất sâu, mặc dù đã có tiến bộ hạn chế trong việc thực hiện các giải pháp quản lý chất thải dài hạn. [5] Điều này một phần là do các khung thời gian được đề cập khi xử lý chất thải phóng xạ có phạm vi từ 10.000 đến hàng triệu năm, This is partly because the timeframes in question when dealing with radioactive waste range from 10,000 to millions of years, theo các nghiên cứu dựa trên tác dụng của liều phóng xạ ước tính.
Do đó, kỹ sư và nhà vật lý Hannes Alfvén đã xác định hai điều kiện tiên quyết cơ bản để quản lý hiệu quả chất thải phóng xạ ở mức độ cao: (1) hình thành địa chất ổn định và (2) các tổ chức con người ổn định trong hàng trăm ngàn năm. Như Alfvén gợi ý, không có nền văn minh nhân loại nào được biết đến đã tồn tại quá lâu và không có sự hình thành địa chất có kích thước phù hợp cho kho chứa chất thải phóng xạ vĩnh viễn đã được phát hiện đã ổn định trong một thời gian dài. Tuy nhiên, tránh đối mặt với các rủi ro liên quan đến việc quản lý chất thải phóng xạ có thể tạo ra các rủi ro đối kháng ở mức độ lớn hơn. Quản lý chất thải phóng xạ là một ví dụ về phân tích chính sách đòi hỏi sự quan tâm đặc biệt đối với các mối quan tâm về đạo đức, được xem xét dưới ánh sáng của sự không chắc chắn và tương lai: xem xét 'tác động của thực tiễn và công nghệ đối với các thế hệ tương lai'.
Có một cuộc tranh luận về những gì nên tạo nên một nền tảng khoa học và kỹ thuật có thể chấp nhận để tiến hành các chiến lược xử lý chất thải phóng xạ. Có những người đã lập luận, trên cơ sở các mô hình mô phỏng địa hóa phức tạp, việc từ bỏ quyền kiểm soát vật liệu phóng xạ đối với các quá trình địa hóa học khi đóng cửa kho là một rủi ro chấp nhận được. Họ duy trì cái gọi là "chất tương tự tự nhiên" ức chế sự di chuyển của các hạt nhân phóng xạ dưới mặt đất, khiến việc xử lý chất thải phóng xạ trong các thành tạo địa chất ổn định là không cần thiết. Tuy nhiên, các mô hình hiện tại của các quá trình này chưa được xác định theo kinh nghiệm: do tính chất ngầm của các quá trình đó trong sự hình thành địa chất vững chắc, độ chính xác của các mô hình mô phỏng máy tính chưa được xác minh bằng quan sát thực nghiệm, chắc chắn không qua các khoảng thời gian tương đương với thời gian bán hủy của chất thải phóng xạ ở mức độ cao. Mặt khác, một số kho địa chất sâu nhấn mạnh trong sự hình thành địa chất ổn định là cần thiết. Các kế hoạch quản lý quốc gia của nhiều quốc gia khác nhau thể hiện nhiều cách tiếp cận khác nhau để giải quyết cuộc tranh luận này.
Các nhà nghiên cứu đề xuất rằng các dự báo về tác hại của sức khỏe trong thời gian dài như vậy cần được kiểm tra nghiêm ngặt. [15] Các nghiên cứu thực tế chỉ xem xét đến 100 năm khi có kế hoạch hiệu quả [16] và đánh giá chi phí [17] có liên quan. Hành vi lâu dài của chất thải phóng xạ vẫn là một chủ đề cho nghiên cứu đang diễn ra. [18] Chiến lược quản lý và kế hoạch thực hiện của một số chính phủ đại diện quốc gia được mô tả dưới đây.